# Општина Томиславград
Томиславград (раније Дувно) општина је на југозападу Босне и Херцеговине, у саставу Федерације БиХ. Припада Кантону 10. Сједиште општине је у граду Томиславграду.
Некада је Дувањски крај био један од главних снабдевача далматинско-херцеговачких крајева. То је било богатство Дувњака још од илирског времена. Данас већина Дувњака живи од рада по богатим западним земљама. Индустријски погони и други извори зараде тек се стварају и отварају.

## Географија

### Поље
Дувањско поље, типична висораван, настала је у давним геолошким временима тектонским спуштањем тла, језерским таложењем. Налази се на 860-900 m надморске висине. Ниже је од Купрешког поља (1.100-1.200m), а више од Ливањског поља (709-808m). Дуго је 20 km (Месиховина — Мокроноге), широко 12 km (Бришник — Мандино Село). Површина му је 125 km².

### Планине
Са свих страна Дувањско поље је окружено планинама: са сјевероистока и истока окружују га Љубуша, Вран и Смиљевача, односно Либ; с југа га затвара планина Гвозд; уз југозападни и западни руб поља пружа се Мидена и много нижа Грабовица, која на Привали додирује огранке Тушнице; са сјевера и сјеверозапада дижу се Тушница и Јеловача.

### Водотокови
Једина река Шуица је понорница, долази кроз подземље из Купреса, извире у Шуици, понире у Ковачима (Понор), поновно код Ричина извире у Присоју, и данас пуни језеро Бушко блато.

### Језера
Две трећине Бушког језера налази се на подручју општине Томиславград. Ово језеро површине 57,7 km² служи као акумулација за хидроелектрану Орловац. Богато је рибом и погодно за спорт на води. На подручју општине Томиславград је и мање глечерско језеро Блидиње површине 4 km². Ово језеро смештено је између Врана и Чврснице.

### Клима
Клима је веома оштра, с врло јаким ветровима (бура и југо). Планине — пашњаци, готово половина поља — ливаде, омогућивале су у далекој и не тако далекој прошлости прехрану и узгајање великог броја ситне и крупне стоке.

## Политика

### Општинско вијеће
Општинско вијеће Томиславграда има 25 вијећника. На посљедњим локалним изборима одржаним 2016, највише вијећника добио је ХДЗ БиХ, 13, док су највеће опозиционе странке Хрватска независна листа и ХДЗ 1990 које имају по четири вијећника.
|         | ХДЗ БИХ       | 19 / 25 | 15 / 25 | 8 / 25 | 8 / 25 | 9 / 25 | 13 / 25 |
|         | ХНЛ           |         |         |        |        |        | 4 / 25  |
|         | ХДЗ 1990      |         |         |        | 4 / 25 | 3 / 25 | 4 / 25  |
|         | СДА           | 2 / 25  | 3 / 25  | 3 / 25 | 2 / 25 | 2 / 25 | 2 / 25  |
|         | СДП БиХ       |         |         |        | 1 / 25 | 2 / 25 | 1 / 25  |
|         | ХСП — праваши |         |         |        |        |        | 1 / 25  |
| извори: |               |         |         |        |        |        |         |

### Начелник
Начелник Општине Томиславград је Иван Вукадин који је три пута узастопно изабран за начелника, 2008, 2012. и 2016. На посљедњим локалним изборима поразио је Ивана Крстановића из Хрватске независне листе, добивши 61,8% гласова, док је Крстановић добио 38,2% гласова.
| #            | начелник     | трајање мандата | трајање мандата | странка |
| ------------ | ------------ | --------------- | --------------- | ------- |
| 1.           | Иван Мадунић | 1996.           | 2000.           | ХДЗ БиХ |
| 2.           |              |                 |                 |         |
| Здравко Прка | 2000.        | 2004.           | ХДЗ БиХ         |         |
| Здравко Прка | 2.           | 2004.           | 2008.           | ХСП БиХ |
| 3.           | Иван Вукадин | 2008.           | 2012.           | ХДЗ БиХ |
| 3.           | Иван Вукадин | 2012.           | 2016.           | ХДЗ БиХ |
| 3.           | Иван Вукадин | 2016.           | тренутно        | ХДЗ БиХ |

## Становништво
| година | Хрвати | %     | Муслимани/Бошњаци | %     | Срби  | %    | остали | %    | укупно | ±%     | извор  |
| ------ | ------ | ----- | ----------------- | ----- | ----- | ---- | ------ | ---- | ------ | ------ | ------ |
| 1948.  | 27.736 | 93,27 | —                 | —     | 807   | 2,71 | 1.192  | 4,02 | 29.738 | —      | [ 7 ]  |
| 1953.  | 25.187 | 91,22 | —                 | —     | 948   | 3,43 | 1.475  | 5,35 | 27.610 | −7,16  | [ 8 ]  |
| 1961.  | 29.704 | 89,89 | 1.828             | 5,53  | 1.239 | 3,75 | 275    | 0,83 | 33.046 | +19,69 | [ 9 ]  |
| 1971.  | 29.272 | 88,34 | 2.760             | 8,33  | 970   | 2,93 | 133    | 0,40 | 33.135 | +0,27  | [ 10 ] |
| 1981.  | 26.712 | 87,11 | 2.895             | 9,44  | 671   | 2,19 | 388    | 1,26 | 30.666 | −7.45  | [ 11 ] |
| 1991.  | 25.976 | 85,56 | 3.148             | 10,49 | 576   | 1,92 | 309    | 2,03 | 30.009 | −2,14  | [ 12 ] |
| 2013.  | 29.006 | 91,81 | 2.467             | 7,81  | 22    | 0,07 | 97     | 0,31 | 31.592 | +5,28  | [ 1 ]  |

Према посљедњем попису становништва из 2013, у општини Томиславград било је 31.592 становника, што представља пораст у односу на претходни попис из 1991, када је у општини било 30.009 становника.
По националном саставу, главнину становништва чине Хрвати којих има 91,81% и који чине већину у свим насељима општине изузев Оплећана и Омеровића.
У општини је присутна и значајна бошњачка мањина која чини 7,81% становништва. Бошњачко становништво насељено је највише у самом сједишту општине, Томиславграду, гдје чине око 10% становништва. Имају апсолутну већину у насељима Омеровићи и Оплећани смјештенима у средишту општине, док су насељу Мокроноге, смјештеном нешто сјеверније, чине отприлике половицу становништва заједно с Хрватима.
Околности грађанског рата 1990-их довеле су до великог исељавања Срба, којих је готово нестало на подручју општине Томиславград. Прије рата у општини је било свега 1,92% Срба, а смањењу њихове присутности прије рата допринијела је и колонизација Војводине 1950-их и 1960-их. Насеља са српском већином прије грађанског рата била су Баљци и Рашћани.
| \| национални састав према попису из 2013.[1] \| национални састав према попису из 2013.[1] \| национални састав према попису из 2013.[1] \| национални састав према попису из 2013.[1] \| национални састав према попису из 2013.[1] \| \| ------------------------------------------ \| ------------------------------------------ \| ------------------------------------------ \| ------------------------------------------ \| ------------------------------------------ \| \| \| \| \| \| \| \| Хрвати \| Хрвати \| \| 29.006 \| 91,81% \| \| Бошњаци \| Бошњаци \| \| 2.467 \| 7,81% \| \| остали \| остали \| \| 119 \| 0,31% \| \| укупно: 31.592 \| \| \| \| \| |         |  |        |        |
| национални састав према попису из 2013. |         |  |        |        |
| |         |  |        |        |
| Хрвати | Хрвати  |  | 29.006 | 91,81% |
| Бошњаци | Бошњаци |  | 2.467  | 7,81%  |
| остали | остали  |  | 119    | 0,31%  |
| укупно: 31.592 |         |  |        |        |

| \| вјерски састав према попису из 2013.[1] \| вјерски састав према попису из 2013.[1] \| вјерски састав према попису из 2013.[1] \| вјерски састав према попису из 2013.[1] \| вјерски састав према попису из 2013.[1] \| \| --------------------------------------- \| --------------------------------------- \| --------------------------------------- \| --------------------------------------- \| --------------------------------------- \| \| \| \| \| \| \| \| католици \| католици \| \| 28.996 \| 91,78% \| \| муслимани \| муслимани \| \| 2.463 \| 7,80% \| \| остали \| остали \| \| 133 \| 0,42% \| \| укупно: 31.592 \| \| \| \| \| |           |  |        |        |
| вјерски састав према попису из 2013. |           |  |        |        |
| |           |  |        |        |
| католици | католици  |  | 28.996 | 91,78% |
| муслимани | муслимани |  | 2.463  | 7,80%  |
| остали | остали    |  | 133    | 0,42%  |
| укупно: 31.592 |           |  |        |        |

## Насељена мјеста
Баљци, Блажуј, Богдашић, Борчани, Букова Гора, Буковица, Цебара, Црвенице, Ћаваров Стан, Добрићи, Доњи Бришник, Еминово Село, Галечић, Горња Присика, Горњи Бришник, Грабовица, Јошаница, Казагинац, Коло, Конгора, Корита, Ковачи, Крњин, Кук, Летка, Липа, Лисковача, Луг, Мандино Село, Месиховина, Мијаково Поље, Мокроноге, Мркодол, Омеровићи, Омоље, Оплећани, Пасић, Подгај, Присоје, Радоши, Рашћани, Рашељке, Рашко Поље, Ренићи, Рошњаче, Сарајлије, Сеоница, Срђани, Стипањићи, Шуица, Томиславград, Ведашић, Виница, Војковићи, Врањаче, Врило, Заљиће, Заљут и Зидине.
Послије потписивања Дејтонског споразума, Општина Томиславград је у цјелини ушла је у састав Федерације БиХ.